# Coelinidea rufa
Coelinidea rufa är en stekelart som först beskrevs av Astafurova 1998.  Coelinidea rufa ingår i släktet Coelinidea och familjen bracksteklar. Inga underarter finns listade i Catalogue of Life.